# 6450 Masahikohayashi
6450 Masahikohayashi eller 1991 GV1 är en asteroid i huvudbältet som upptäcktes 9 april 1991 av den amerikanske astronomen Eleanor F. Helin vid Palomar-observatoriet. Den är uppkallad efter Masahiko Hayashi.
Asteroiden har en diameter på ungefär 6 kilometer.